# Parafia Podwyższenia Świętego Krzyża w Łodzi (rzymskokatolicka)
Parafia Podwyższenia Świętego Krzyża w Łodzi – rzymskokatolicka parafia w środkowej części Łodzi, na osiedlu administracyjnym Katedralna, wchodząca w skład dekanatu Łódź-Śródmieście archidiecezji łódzkiej. Świątynią parafialną jest neoromański kościół pw. Podwyższenia Świętego Krzyża, zbudowany w latach 1860–1875.

## Historia parafii
Parafia została erygowana 25 stycznia 1885 przez arcybiskupa Wincentego Teofila Popiela, ordynariusza archidiecezji warszawskiej, w skład której w owym czasie wchodziła Łódź.
Jednym z wikariuszy na początku XX wieku był błogosławiony ks. Michał Woźniak.
Przy kościele powstał cmentarz parafialny, który został zlikwidowany prawdopodobnie w I poł. lat 20. XX wieku.
W okresie międzywojennym w parafii pracowali duszpasterze zajmujący się niemieckimi katolikami. Działały tu niemieckie organizacje katolickie i społeczne. W czasie wojny kościół Podwyższenia Świętego Krzyża był jedną z trzech łódzkich świątyń, która nie została zamknięta. W latach 1940–1945 świątynia parafialna dostępna była jedynie dla ludności niemieckiej, a posługę duszpasterską sprawował ks. Roman Gradolewski.
W latach 1945–1967 proboszczem parafii był biskup pomocniczy diecezji łódzkiej Kazimierz Tomczak.
8 sierpnia 2021 r., decyzją arcybiskupa metropolity łódzkiego Grzegorza Rysia, prowadzenie parafii przejął zakon dominikanów.

## Proboszczowie
- ks. Ludwik Dąbrowski (23.08.1834–18.12.1917) – promotor budowy kościoła i pierwszy proboszcz
- ks. Zygmunt Łubieński
- ks. Karol Szmidel (12.08.1846–24.12.1920) – w latach 1902–1920
- ks. Jan Bączek (19.01.1881–04.05.1942) – w latach 1921–1939 (lub 1942)
- ks. Roman Gradolewski 1940–1945
- bp Kazimierz Tomczak 1945–1967
- ks. Ludwik Ziętek 1968–1972
- ks. Stanisław Jaworski 1972–1975
- ks. Kazimierz Bałczewski 1975–1985
- ks. Franciszek Kowalski 1985–1990
- ks. Marian Wiewiórowski 1990–1997
- ks. Wojciech Danka 1997–2018
- ks. Adam Regulski 2018–2021
- o. Marek Rojszyk OP (2021–2025)[6]
- o. Dominik Zarychta OP (2025 – )[7]